# Skalní vyhlídka Ponorka
Skalní vyhlídka Ponorka (někdy jen „Vyhlídka Ponorka“; německy: Großer Brandfelsen) je pískovcový skalní útvar nacházející se nad Českou Kamenicí v okrese Děčín v Ústeckém kraji. Některé zdroje uvádějí nadmořskou výšku této vyhlídky 387 metrů, ale informační tabulka na místě udává hodnotu vyšší, a sice 425 m nad mořem.
Vlastní vyhlídku tvoří trojice pískovcových skalních věží. Jsou přístupné po vytesaných schodech a propojené lávkami (můstky) opatřenými zábradlím. Z nejvyšší skalní věže se naskýtají výhledy na Jehlu, Zámecký vrch s hradem Kamenice a blízké město Českou Kamenici.

## Přístup
Kolem skalního útvaru s vyhlídkou Ponorka vede žlutá turistická značka. Ta začíná v České Kamenici u parkoviště „Spálená“, vede kolem městského koupaliště v České Kamenici (po cca 160 metech od parkoviště), dále pokračuje kolem jezírka až k přístřešku Jehla (po cca 420 metrech od parkoviště). Odtud pak značka zavede turistu ke skalnímu útvaru Žába (po asi 1 150 metech od parkoviště) a pak již následuje vyhlídka Ponorka (po asi 1 200 metrech od parkoviště). Žlutě značená turistická trasa pak pokračuje ke skalní vyhlídce Tell-Platte a  skalní kapličce Nejsvětější Trojice, aby posléze byla definitivně ukončena v turisticky atraktivní lokalitě Bratrské oltáře, kde na ni navazuje modrá turistická značka (z České Kamenice přes vyhlídku Jehla přes Bratrské oltáře do obce Líska).